# آبل آگیلار
آبل انریکه آگیلار تاپیاس (اسپانیایی: Abel Enrique Aguilar Tapias‎؛ زاده ۶ ژانویهٔ ۱۹۸۵) بازیکن فوتبال سابق اهل کلمبیا است که به عنوان هافبک میانی یا دفاعی بازی می‌کرد.

## تیم ملی
وی همچنین در تیم ملی فوتبال کلمبیا بازی کرده‌است.